# ويب فرانكلين
ويب فرانكلين (بالإنجليزية: Webb Franklin)‏ هو محامي وقاضي وسياسي أمريكي، ولد في 13 ديسمبر 1941 في غرينوود في الولايات المتحدة. حزبياً، نشط في الحزب الجمهوري. وقد انتخب عضو مجلس النواب الأمريكي.